# 萊安·麥克吉文
萊安·麥克吉文（英語：Ryan McGivern；1990年1月8日—）是一位北愛爾蘭足球運動員，司職左後衛或中後衛。他初出道時效力英超球隊曼城，現效力Newry City。他也代表北愛爾蘭國家足球隊參賽。

## 榮譽
北愛爾蘭國家隊
- 牛奶盃（英语：SuperCupNI）：2008年

曼城
- 英格蘭U18聯賽亞軍：2007/08
- 英格蘭足總青年盃冠軍：2008年

喜伯年
- 蘇格蘭足總盃亞軍：2013年

## 外部連結
- 足球数据库：萊安·麥克吉文的球员统计数据
- Northern Ireland stats at Irish FA